# Coturno

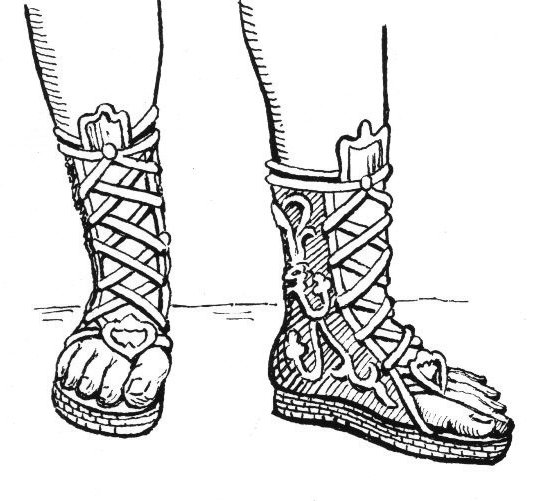
Coturno

Il coturno era un'antica calzatura, simile ad uno stivaletto formato da strisce di cuoio o altro intrecciate, utilizzata nel periodo dell'antica Roma; in realtà fu il tragediografo greco Eschilo ad utilizzare il coturno all'interno di una tragedia.
Fu usato nella tragedia, infatti veniva indossato dagli attori durante le rappresentazioni tragiche, in netta opposizione al soccus, riservato alla commedia.
Il modo di dire il tale ha calzato il coturno significa ancora oggi che il tale si è messo a scrivere tragedie.